# المعهد (الظهار)

تعديل مصدري - تعديل

المعهد محلة تابعة لقرية المحصن، التابعة لعزلة الحوج القبلي بمديرية الظهار إحدى مديريات محافظة إب في الجمهورية اليمنية.، بلغ تعداد سكانها 182 حسب تعداد اليمن لعام 2004.